# نيكولا ترانفاليا
نيكولا ترانفاليا (إيطاليا، 2 أكتوبر 1938 - 23 يوليو 2021) سياسي إيطالي شغل منصب نائب برلماني.